# Лянгасов, Александр Павлович
Алекса́ндр Па́влович Лянгасов (1924, Кыласовский сельсовет, Уральская область — 10 ноября 1943, Фастов) — гвардии младший лейтенант Рабоче-крестьянской Красной Армии, участник Великой Отечественной войны, Герой Советского Союза (1944).

## Биография
Родился в 1924 году в деревне Лянгасы (Лянгасово) Кыласовского сельсовета Кунгурского района Кунгурского округа Уральской области РСФСР, ныне деревня не существует, её территория входит в Кыласовское сельское поселение Кунгурского района Пермского края.
Окончил два класса кыласовской школы.
С 1934 году жил в посёлке Январском Орджоникидзевского района города Перми, где окончил семь классов школы и школу фабрично-заводского ученичества и работал в Лёвшино того же района города Перми. Трудился в цехе № 2 Молотовского паровозоремонтного завода. 
После начала Великой Отечественной войны подал заявление на фронт, в котором ему было отказано. В 1942 году был призван на службу в Рабоче-крестьянскую Красную Армию. В мае 1943 года он окончил Сталинградское военное танковое училище. С октября того же года — на фронтах Великой Отечественной войны. К ноябрю 1943 года гвардии младший лейтенант беспартийный Александр Лянгасов командовал танком Т-34 288-го танкового батальона 52-й гвардейской танковой бригады 6-го гвардейского танкового корпуса 3-й гвардейской танковой армии 1-го Украинского фронта. Отличился во время Киевской наступательной операции.
5 ноября 1943 года экипаж под его командованием ворвался на железнодорожную станцию Святошино (ныне — в черте Киева), где в этот момент немецкие войска разгружали прибывшие на фронт танки, в бою уничтожив 1 танк и захватив ещё 2. Всего же за время боёв за Киев экипажем было уничтожено 2 танка и 20 автомашин. В ночь с 6 на 7 ноября вместе с товарищами в числе первых вошёл в Фастов, уничтожив 4 танка, 2 противотанковых орудия, 10 автомашин, 11 повозок, около 30 солдат и офицеров противника.
10 ноября 1943 года погиб (в документах указан как Лингасов Александр Владимирович) в бою за город Фастов Киевской области Украинской ССР, ныне Украина. На памятном знаке, установленном на месте гибели в 1974 году, указана дата 7 ноября 1943 года.
Указом Президиума Верховного Совета СССР «О присвоении звания Героя Советского Союза генералам, офицерскому, сержантскому и рядовому составу Красной Армии» от 10 января 1944 года за «образцовое выполнение боевых заданий командования на фронте борьбы с немецко-фашистскими захватчиками и проявленные при этом отвагу и геройство» был удостоен посмертно высокого звания Героя Советского Союза. Также посмертно был награждён орденом Ленина.

## Награды
- Герой Советского Союза, 10 января 1944 года[7][8][9]
  - Орден Ленина
  - Медаль «Золотая Звезда»

## Память
- В честь Лянгасова названы улицы в Перми (с 1948 года) и Фастове.
- Памятный знак в г. Фастове на месте гибели, установлен в 1974 году[5]. Является объектом культурного наследия Украины.
- Мемориальная доска, г. Пермь, ул. Лянгасова, 2
- Упомянут на памятнике, г. Фастов, ул. Соборная.
- Упомянут на памятной плите Дома офицеров, г. Пермь.
- Упомянут на стеле Героев, г. Пермь, ул. Екатерининская.